# Округ Стафорд (Канзас)
Округ Стафорд (енгл. Stafford County) је округ у америчкој савезној држави Канзас. По попису из 2010. године број становника је 4.437. Седиште округа је град Сент Џон.

## Демографија
Према попису становништва из 2010. у округу је живело 4.437 становника, што је 352 (7,4%) становника мање него 2000. године.
| Група             | 2000.         | 2010.         |
| Белци             | 4.455 (93,0%) | 3.805 (85,8%) |
| Афроамериканци    | 7 (0,1%)      | 13 (0,3%)     |
| Азијати           | 6 (0,1%)      | 17 (0,4%)     |
| Хиспаноамериканци | 259 (5,4%)    | 529 (11,9%)   |
| Укупно            | 4.789         | 4.437         |